# Karl Schwarz (Architekt)
Karl Schwarz (* 11. August 1886 in Zülpich; † 22. April 1959 in Bad Godesberg) war ein deutscher Architekt.

## Leben
Schwarz kam im April 1914 als Angestellter des Bauunternehmens Theodor Wilhelm Düren nach Godesberg, wo er fortan mit Ausnahme von Unterbrechungen in den Jahren 1916/17 und 1918/19 wohnhaft blieb. Im Oktober 1920 machte er sich als Architekt mit einem Baugeschäft in Godesberg selbstständig. Sein Werk umfasst insbesondere Privathäuser, vereinzelt aber auch Sakralbauten, und lässt sich stilistisch dem Art déco und Expressionismus sowie hinsichtlich der Ornamentik teilweise noch dem Jugendstil zurechnen. Ein Schwerpunkt seiner Tätigkeit lag in den rheinnahen Villen- bzw. Landhausvierteln der Ortsteile Plittersdorf – dort insbesondere an Mittelstraße, Plittersdorfer Straße, Simrockallee, Spiegelhofstraße, Stirzenhofstraße und Ubierstraße – und Rüngsdorf, wo Anfang der 1920er-Jahre nach seinen Entwürfen zahlreiche Häuser in der Rolandstraße und in den 1930er-Jahren fast die gesamte Bebauung der Fasanenstraße entstanden. 1933 ging Schwarz eine Zusammenarbeit mit dem Kölner Architekten Edmund Bolten in Form der Arbeitsgemeinschaft „Bolten & Schwarz“ ein und plante mit ihm die Gartenstadt „Deichmanns Aue“.
Nach Gründung der Bundesrepublik Deutschland engagierte sich Schwarz kommunalpolitisch für die FDP, ab April 1954 als ihr Vertreter im Siedlungsausschuss und ab November 1956 als stellvertretendes Mitglied im Bauausschuss und im Feuerwehrausschuss des Stadtrates von Bad Godesberg. Schwarz wurde am 27. April 1959 auf dem Bad Godesberger Burgfriedhof beerdigt.

## Werk (Auswahl)
- Karte mit allen Koordinaten der Werke:
- OSM |
- WikiMap

| Bauzeit   | Ortsteil     | Adresse                  | Bild           | Objekt                               | Maßnahme                                      | Anmerkungen                                                                 |
| --------- | ------------ | ------------------------ | -------------- | ------------------------------------ | --------------------------------------------- | --------------------------------------------------------------------------- |
| 1914–1915 | Schweinheim  | Waldburgstraße 32a Lage  | weitere Bilder | Pestkapelle (St. Sebastianuskapelle) | Neubau: Entwurf und Bauleitung                | Denkmalschutz                                                               |
| 1921      | Rüngsdorf    | Rolandstraße 63 Lage     |                | Landhaus                             | Neubau                                        | Denkmalschutz                                                               |
| 1921/1922 | Rüngsdorf    | Rolandstraße 67 Lage     |                | Villa                                | Neubau                                        | 1955–1999 Residenz des Botschafters der USA; Denkmalschutz                  |
| 1922      | Rüngsdorf    | Rolandstraße 65 Lage     |                | Villa                                | Neubau                                        | ehemalige Residenz des Botschafters von Irland; Denkmalschutz               |
| 1922      | Rüngsdorf    | Rolandstraße 64 Lage     |                | Villa                                | Neubau                                        | Denkmalschutz                                                               |
| 1926      | Plittersdorf | Stirzenhofstraße 21 Lage |                | Villa                                | Neubau                                        | ehemalige Residenz des Botschafters von Senegal, des Libanon und der Türkei |
| 1928–1929 | Plittersdorf | Simrockallee 34 Lage     |                | Villa „Dahlmann“                     | Neubau                                        | Denkmalschutz                                                               |
| 1932      | Rüngsdorf    | Rolandstraße 48 Lage     |                | Villa                                | Neubau: Bauleitung (Architekt: Edmund Bolten) | ehemalige Residenz des Botschafters von Madagaskar; Denkmalschutz           |

### Nicht ausgeführte Entwürfe
- 1923: Bad Godesberg, Burgfriedhof, Mausoleum[1][7]